# الصفاء (الرضمة)

تعديل مصدري - تعديل

الصفاء  هي إحدى حارات مدينة الرضمة بمحافظة إب، بلغ تعداد سكانها 110 نسمة حسب تعداد اليمن لعام 2004.